# إيرا بي. جونز
إيرا بي. جونز هو قاضي وسياسي أمريكي، ولد في 29 ديسمبر 1851 في نيوبيري في الولايات المتحدة، وتوفي في 12 ديسمبر 1927. انتخب عضو مجلس نواب كارولاينا الجنوبية ‏.